# IGLU-Studie
IGLU ist die deutsche Abkürzung für Internationale Grundschul-Lese-Untersuchung. Die international vergleichende Studie untersucht Leseleistungen der Schüler am Ende der vierten Jahrgangsstufe. International wird die Studie PIRLS abgekürzt und meint Progress in International Reading Literacy Study. Weltweit haben sich bis zu 60 Länder an dieser Studie beteiligt unter der Leitung der International Association for the Evaluation of Educational Achievement (IEA). IGLU wurde das erste Mal 2001 und seitdem alle fünf Jahre erneut durchgeführt.
In dieser Studie werden Lesefähigkeiten bzw. das Leseverständnis von Viertklässlern verglichen. Die Fähigkeiten der deutschen (Grund-)Schüler liegen nach dieser 2003 veröffentlichten Studie im internationalen Vergleich noch im vorderen Mittelfeld. Nach den ernüchternden Ergebnissen der PISA-Studien wurde dies als Überraschung angesehen. Insbesondere gab es Anlass zu Diskussionen, ob im deutschen Schulsystem gravierende Probleme im Zeitraum zwischen der vierten Klasse (von IGLU untersucht) und der achten Klasse (von PISA untersucht) bestehen. Als mögliche Ursachen wurden vor allem der dazwischen liegende Schulwechsel und die Aufteilung in das dreigliedrige Schulsystem diskutiert. Die Studien sorgten für Diskussionen über die Schullaufbahnempfehlungen der Lehrkräfte, als deutlich wurde, dass selbst bei gleichen kognitiven Grundfähigkeiten und der Lesekompetenz Kinder aus den beiden oberen Schichten eine 2,63-fach größere Chance haben, eine Gymnasialempfehlung zu erhalten, als ein Kind aus einem Haushalt aus unteren Schichten. Auch Kinder, deren beide Eltern in Deutschland geboren waren, wurden von den Lehrkräften bei gleicher Lesekompetenz bevorzugt (2,11-fach größere Chance). Zu ähnlichen Ergebnissen kamen ebenso die LAU-Studie, die PISA-Studie und die AWO-Studie.

## Verantwortung der IGLU-Studie in Deutschland
Seit 2019 obliegt die Durchführung und Koordination beim Institut für Schulentwicklungsforschung an der Technischen Universität Dortmund. Prof. Dr. Nele McElvany ist die nationale wissenschaftliche Projektleiterin. Zuvor hatte Wilfried Bos die nationale Studienleitung inne. Begleitet wurde die Studie von Beginn an von einem wissenschaftlichen Konsortium bestehend aus Experten, bspw. der empirischen Bildungsforschung oder Psychologie.

## Geschichte und Ziele
Im Jahre 1997 beteiligte sich die Bundesrepublik Deutschland erstmals an einer internationalen Schulleistungsstudie, der Trends in International Mathematics and Science Study, kurz TIMSS II. Mit TIMSS werden die Leistungen der Schüler im mathematischen und naturwissenschaftlichen Bereich international verglichen. Danach nahm Deutschland im Jahre 2000 an der Studie Programs for International Student Assessment, kurz PISA 2000, teil, die 2001 den sogenannten PISA-Schock auslöste: Im internationalen Vergleich schnitt Deutschland schlechter als erwartet ab. Dies bewirkte eine empirische Wende in der deutschen Bildungsdiskussion. Die Kultusministerkonferenz (KMK) legte daraufhin sieben Handlungsfelder zur Verbesserung des Schulsystems fest. Ab 2004 wurden Bildungsstandards eingeführt, die Kompetenzen der Schüler in bestimmten Jahrgangsstufen und Fächern definieren und normieren sollen. Außerdem festigten die Bildungsstandards den Bildungsauftrag der allgemeinbildenden Schulen und beschreiben Anforderungen an das Lehren und Lernen. Außerdem folgte im Rahmen des Bildungsmonitorings die Beteiligung an weiteren nationalen und internationalen Schulleistungsstudien wie an IGLU / PIRLS.
Bislang wurden fünf Studien durchgeführt:
- IGLU-Studie 2001
- IGLU-Studie 2006
- IGLU-Studie 2011
- IGLU-Studie 2016
- IGLU-Studie 2021

Die IGLU-Studie 2026 startete Anfang April 2024, die beiden Erhebungsrunden finden 2025 (Feldtest) und 2026 (Haupterhebung) statt, die Ergebnisse sollen im Dezember 2027 veröffentlicht werden.
Die Autoren der Auswertung von IGLU geben 2003 verschiedene Dimensionen zur Studie an:

### Bildungspolitischer Hintergrund
(S. 3) „Bildung soll vielfältigen Zwecken dienen, z. B. der Förderung der persönlichen und sozialen Entwicklung, sie soll gesamtgesellschaftlich aber auch zur Stärkung des wirtschaftlichen Wachstums und zur Steigerung der Produktivität und zur Verringerung sozialer Ungleichheit beitragen. In Zeiten knapper öffentlicher Mittel liegt es im Interesse der Öffentlichkeit zu erfahren, zu welchen Ergebnissen die im schulischen Bereich eingesetzten Mittel führen. Es stellt sich dabei also die Frage, nach der Effektivität von bildungspolitischen Maßnahmen. In vielen Staaten weltweit werden seit den 1960er Jahren regelmäßig vergleichende Untersuchungen zu Schülerkompetenzen in verschiedenen Lernbereichen durchgeführt; in Deutschland war dies bis Ende der 1990er Jahre nur vereinzelt der Fall (vgl. Bos & Schwippert 2002). Als Mitte der 1990er Jahre jedoch die TIMSS-Studie auf Stärken und Schwächen des deutschen Bildungssystems aufmerksam machte, gab das den Anlass, neben intensiven Anstrengungen zur Verbesserung des mathematisch-naturwissenschaftlichen Unterrichts auch die Teilnahme Deutschlands an weiteren internationalen Vergleichsuntersuchungen in den Blick zu nehmen.“
Vor diesem Hintergrund beschloss die Kultusministerkonferenz 1997 die Teilnahme Deutschlands an der Schulleistungsstudie PISA der OECD und vereinbarte in Folge regelmäßige länderübergreifende Vergleichsuntersuchungen. Mit der TIMS-Studie wurden in Deutschland mathematisch-naturwissenschaftliche Kompetenzen am Ende der Pflichtschulzeit und am Ende der gymnasialen Oberstufe erhoben (TIMSS II und III, vgl. Baumert et al. 1997; Baumert, Bos & Lehmann 2000a,b). An der TIMS-Studie im Primarschulbereich hatte Deutschland seinerzeit nicht teilgenommen. Deshalb entschloss sich die KMK im Zuge der nationalen Erweiterungsstudie von PIRLS / IGLU 2001 auch die Kompetenzen von Viertklässlern im Bereich der mathematischen und naturwissenschaftlichen Grundbildung zu erheben. Ergebnisse dieser Untersuchung liegen vor (vgl. Bos et al. 2003, 2004, 2005).
Das OECD-Programme for International Student Assessment (PISA) erfasst nicht nur die Kompetenzen in verschiedenen Domänen (Leseverständnis, mathematische Kompetenz, naturwissenschaftliche Kompetenz), sondern auch fächerübergreifende Kompetenzen. In PISA wird eine Stichprobe der 15-jährigen Schüler untersucht, also wiederum die Altersgruppe der Sekundarstufe I, wenn auch mit anderen und gegenüber TIMSS deutlich erweiterten Instrumenten und Zielen (vgl. Baumert et al. 2001, 2002;Prenzel et al. 2004, 2005). Ziel ist es, mehr Wissen über die Ergebnisse in wichtigen Bereichen schulischer Arbeit und gleichzeitig Hinweise auf Ansatzpunkte zur Weiterentwicklung zu erhalten.
(S. 4) „Bei einer systematischen Betrachtung von Bildungsergebnissen mit dem Ziel der Sicherung und Verbesserung von Unterrichtsqualität muss die gesamte Schulzeit, auch die Grundschulzeit in den Blick genommen werden. Dies ist umso bedeutsamer, als sich die erhobenen Kompetenzen auf kumulative Lernprozesse gründen. Kumulatives Lernen verbindet neues Wissen und neue Fertigkeiten mit bereits vorhandenen Wissens- und Fertigkeitsbeständen und integriert so die Ergebnisse vorhergehenden und aktuellen Lernens, so dass sie im Zusammenhang zur Verfügung stehen und nicht beziehungslos nebeneinander stehen. Begriffliches Wissen und Fertigkeiten werden sukzessive aufgebaut, das heißt vor allem ausdifferenziert und auf den jeweils höheren Stufen wieder neu verbunden.“ Bevor PIRLS / IGLU / IGLU-E im Jahr 2001 durchgeführt wurde, lagen in Deutschland nur wenige im Rahmen repräsentativer Erhebungen gewonnene Erkenntnisse zu den von Viertklässlern erworbenen Kompetenzen vor.
Vor diesem Hintergrund traf in den 1990er Jahren das Angebot der International Association of Educational Achievement (IEA), in die internationale Schulleistungsstudie PIRLS eine deutsche Stichprobe aufzunehmen, auf ein in Bildungspolitik und Wissenschaft geäußertes Bedürfnis. IGLU stellt in Deutschland eine Ergänzung und Abrundung zu PISA dar. Im Mai 2000 stimmte die KMK der Teilnahme Deutschlands an PIRLS 2001 zu; 2004 folgte, auch im Jahr 2006 an der internationalen Schulleistungsstudie PIRLS teilzunehmen sowie erneut eine nationale Erweiterungsstudie (IGLU-E 2006) durchzuführen. Die internationale Untersuchung (PIRLS / IGLU 2006) wird zu gleichen Teilen von Bund und Ländern finanziert. Die Kosten für die nationale Ergänzung (IGLU-E 2006) tragen die 16 Bundesländer.

### Rahmenkonzept und Ziele
(S. 4) „Leseverständnis ist eine Schlüsselqualifikation, eine Kompetenz, die für das Lernen in allen Fächern bedeutsam ist. Lesen ist als Kulturtechnik eine wesentliche Voraussetzung für die Teilnahme an nahezu allen gesellschaftlichen Lebensbereichen. Kinder der vierten Jahrgangsstufe haben weitgehend zu lesen gelernt und lesen immer mehr, um zu lernen. Lesen bedeutet, den Sinn graphisch fixierter sprachlicher Inhalte zu verstehen und zu verarbeiten, wobei das „Verstehen“ als Prozess und Endergebnis dem Lesen immanent ist. Dem Verstehensprozess sind eine Reihe von Vorstufenwie visuelle Operationen (Abläufe beim Ansehen des Textes), phonologische Codierungen (Erfassung von Lauten), Worterkennen, Erfassen von Satzstrukturen usw. vorgeschaltet. Lesen als Sinnentnahme schließt auch Emotionen, Rollenübernahme, Kreativität und Kritikfähigkeit mit ein. Nach modernen Lesetheorien (vgl. Ruddell, Ruddell & Singer 1994) wird Lesekompetenz als ein konstruktiver interaktiver Prozess aufgefasst. Leser, die effektive Lesestrategien kennen und das Gelesene verarbeiten können, sind aktive Konstrukteure von Bedeutung. Die Bedeutung entsteht durch die Interaktion von Lesenden und Text im Kontext einer individuellen Leseerfahrung. Leser bringen ein Repertoire an Fertigkeiten sowie Hintergrundwissen mit. Der Text andererseits beinhaltet spezifische Sprach- und Strukturelemente und bezieht sich auf ein bestimmtes Thema. Der Kontext der Lesesituation fördert das Engagement und die Motivation zu lesen und stellt oft spezifische Anforderungen an das Leseverständnis (Campbell et al. 2001; Mullis et al. 2004).“
(S. 4/5) „Der IGLU-Test zum Leseverständnis konzentriert sich im Wesentlichen auf folgende zwei Aspekte: den Verstehensprozess und die Leseintention. [...] Mit IGLU werden mittels authentischer Texte verschiedener Textgattungen (Texte, deren Gestaltung Kindern aus ihrem Leben vertraut ist) unterschiedliche Aspekte der Kompetenz im Rahmen verschiedener Leseabsichten erfasst. Darüber hinaus werden zur Abrundung der Ergebnisse die Fähigkeit zum Schreiben und in einem kleinen Test die kognitiven Lernvoraussetzungen ermittelt. Die Erhebung zum Leistungsstand des Leseverständnisses der Schüler wird ergänzt durch Befragungen der Schulleitungen, der Lehrkräfte und der Eltern der befragten Schülerschaft (z. B. Fragebögen zur Erfassung des Leseinteresses der Schüler, zu fachlichen und fachdidaktischen Ansätzen im Deutschunterricht oder zu professionellen Standards). Die Schüler werden darüber hinaus z. B. nach ihren Lesegewohnheiten, Leseanlässen und Lesevorlieben und ihren Freizeitaktivitäten befragt. Diese Zusatzerhebungen liefern Hinweise für die Gestaltung des Unterrichts, wichtige Erkenntnisse über den Unterstützungsbedarf von Lehrkräften und allgemein relevante Anhaltspunkte für die Weiterentwicklung der Lehrerausbildung wie -fortbildung.“
(S. 5) „Die IGLU-Konzeption für die Grundschule beruht auf einem Modell von Grundbildung, d. h. der Beherrschung grundlegender kultureller Kompetenzen (gemeinhin mit Literalität bezeichnet). Die neuere entwicklungspsychologische Forschung hat dargelegt, wie sich Kinder – insbesondere im Grundschulalter, aber auch schon im Vorschulalter – aktiv und auf Erkenntnis und Wissen ausgerichtet verschiedene Weltbereiche und Kulturen erschließen und dabei zusammen hängende und durchaus gehaltvolle theoretische Modelle entwickeln. An diese Vorstellungen, Begriffe und „Theorien“ kann Unterricht anknüpfen. Er kann Weiterentwicklungen anregen oder aber das kindliche Herangehen, Denken und Verständnis ignorieren. Soweit kindliche Annäherungen und Sichtweisen nicht aufgegriffen und gefördert werden, besteht die Gefahr, dass die Entwicklung von Interesse und Aufgeschlossenheit gegenüber Weltbereichen und Kulturen unterbleibt. Vor diesem Hintergrund kann die Erfassung der Lesekompetenz mit Hilfe der IGLU-Tests zur Weiterentwicklung dieser Kompetenzen in der Grundschule beitragen, aber auch den am Bildungsprozess der Kinder Beteiligten wertvolle Anregungen geben.“

## Verständnis von Lesekompetenz in IGLU
Die Lesekompetenz wird als Fähigkeit verstanden, gesellschaftliche und/oder individuell wertgeschätzte Texte verschiedener Art (Textsorte/-muster) zu begreifen und anzuwenden. Verstehen wird hierbei in drei zentrale Absichten unterteilt: verstehen, (1) um zu lernen, (2) um Vergnügen zu haben und (3) um an der Gemeinschaft der Lesenden inner- und außerhalb der Schule teilzuhaben. Diese Auffassung steht im Einklang mit der Auffassung, das Verstehen von Texten als konstruktiv-interaktiven Prozesse wahrzunehmen.
In IGLU werden vier Verstehensprozesse unterschieden. Diese können Schüler der vierten Klasse anwenden, wenn sie Erzähl- und Sachtexte lesen:
1. explizit angegebene Informationen erkennen und diese abrufen
2. einfache Schlussfolgerungen ziehen
3. komplexe Schlussfolgerungen ziehen
4. Inhalt des Textes und seiner sprachlichen Gestaltung prüfen und bewerten

In diesen vier Bereichen werden die Leistungen der Schüler genau betrachtet. Den vier Verstehensprozessen werden ebenso vier theoretischen Dimensionen zugeordnet, die sich zu übergeordneten Kompetenzfacetten zuordnen. Dies lässt sich wie folgt darstellen:
| Lesekompetenz      |                                                 |                                            |                                    |                                                        |
|                    | Nutzen textimmanenter Informationen             | Nutzen textimmanenter Informationen        | Heranziehen externen Wissens       | Heranziehen externen Wissens                           |
|                    | Unabhängige Einzelinformationen nutzen          | Beziehungen zwischen Textteilen herstellen | Über Inhalte reflektieren          | Über Strukturen reflektieren                           |
| Verstehensprozess: | Lokalisieren explizit angegebener Informationen | Einfache Schlussfolgerungen ziehen         | Komplexe Schlussfolgerungen ziehen | Prüfen und Bewerten des Inhalts und des Sprachgebrauch |

Gemäß dem Literacy-Ansatz werden die Schülerleistungen danach in fünf aufeinander aufbauende Lesekompetenzstufen eingeteilt:
- Kompetenzstufe V: Unter Bezug auf Textpassagen/Gesamttext Informationen ordnen; Aussagen selbstständig interpretieren und kombinieren sowie begründen
- Kompetenzstufe IV: Relevante Inhaltsaspekte erfassen und komplexe Schlüsse ziehen (Ziel: Kohärenzherstellung)
- Kompetenzstufe III: „Verstreute“ Informationen verknüpfen
- Kompetenzstufe II: Explizite Informationen identifizieren und lokale Kohärenzherstellung
- Kompetenzstufe I: Rudimentäres Leseverständnis

## Datennutzung
Die Daten der deutschen Erhebungen stehen auch anderen Forschenden auf Antrag am Forschungsdatenzentrum am Institut zur Qualitätsentwicklung im Bildungswesen für Re- und Sekundäranalysen zur Verfügung. Auf diese Weise kann die Studie auch über den ursprünglich geplanten Rahmen hinaus für die Forschung von Nutzen sein, insbesondere aufgrund ihrer Eigenschaft als großumfängliche Trendstudie.

## Einzelbelege
1. ↑  https://ifs.ep.tu-dortmund.de/nachrichtendetail/internationale-grundschul-lese-untersuchung-iglu-2026-gestartet-1-42067/
2. ↑  https://www.yumpu.com/de/document/read/6892891/iglu-basisinformationpdf-gewerkschaft-erziehung-und- Des Weiteren: Wilfried Bos, Sabine Hornberg, Karl-Heinz Arnold, Gabriele Faust, Lilian Fried, Eva-Maria Lankes, Knut Schwippert, Renate Valtin : IGLU 2006 - die Grundschule auf dem Prüfstand. Vertiefende Analysen zu Rahmenbedingungen schulischen Lernens. Waxmann, Münster (u. a.) 2010, ISBN 978-3-8309-2340-4.
3. ↑  Bremerich-Vos, Wendt & Bos (2017)